# John Taliaferro Thompson
John Taliaferro Thompson (Newport, 31 dicembre 1860 – Great Neck, 21 giugno 1940) è stato un militare statunitense, inventore del famoso mitra che porta il suo nome.

## Biografia

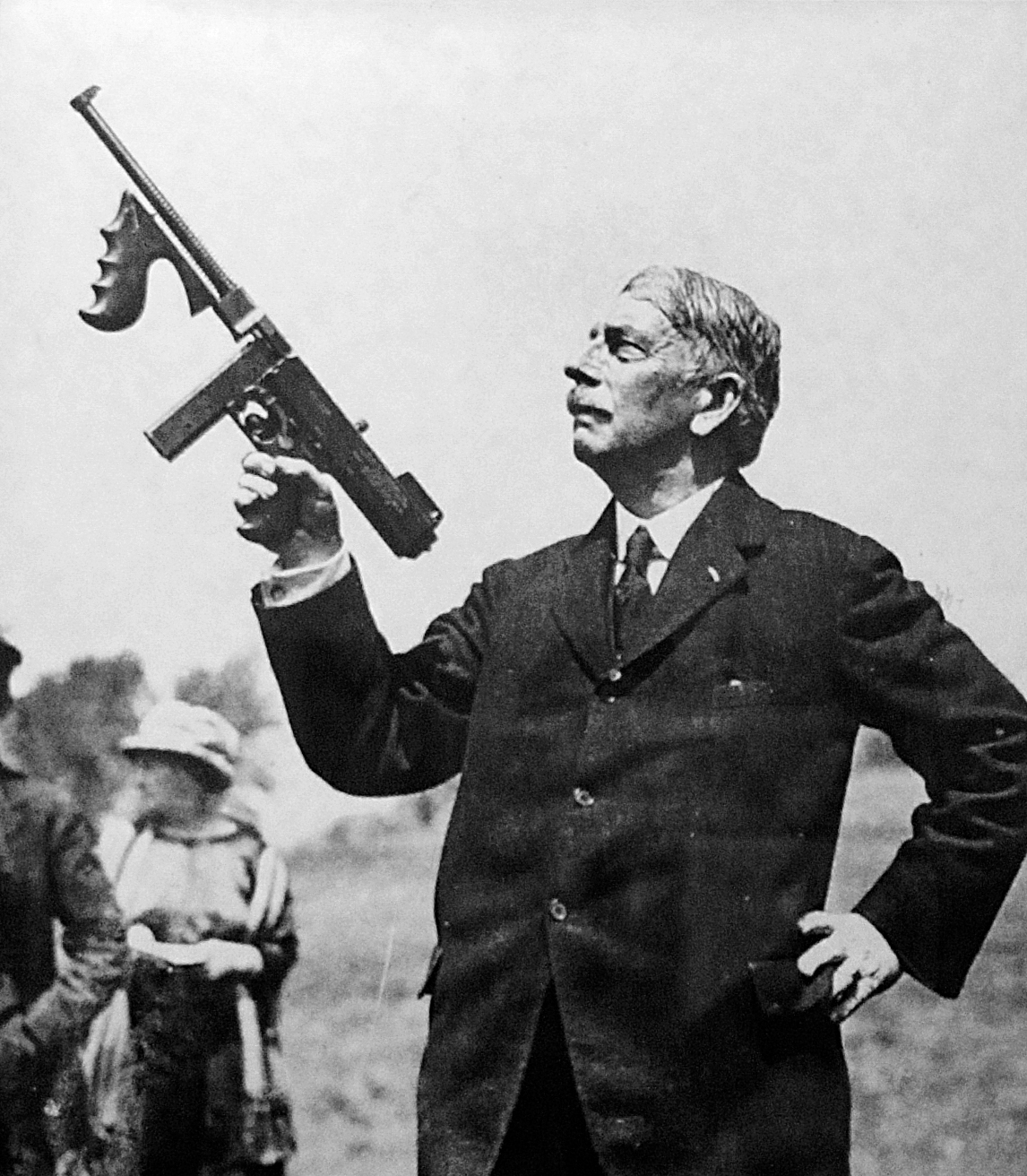
Thompson con un suo mitra

Suo padre era il tenente colonnello James Thompson di New York, la cui famiglia si era trasferita negli Stati Uniti circa dieci anni dopo lo sbarco dei Padri Pellegrini a Plymouth rock, e sua madre era Julia Maria Taliaferro dei Taliaferro (originariamente "Tagliaferro") della Virginia, prominente famiglia di origine italiana (e nello specifico toscana) tra i cui componenti si annoverano Richard Taliaferro (circa 1705–1779, famoso architetto di Williamsburg), il colonnello Lawrence Taliaferro II e il generale William Booth Taliaferro (28 dicembre 1822 – 27 febbraio 1898, ufficiale confederato che comandò una brigata sotto il generale Thomas J. Jackson).

Dopo un anno all'Università dell'Indiana nel 1877 John Taliaferro Thompson entrò nella United States Military Academy, diplomandosi nel 1882.
Con l'inizio della guerra ispano-americana Thompson fu promosso tenente colonnello e inviato a Tampa, Florida, come ufficiale per il comandante delle operazioni nella campagna cubana, il generale William Rufus Shafter. Mentre il resto dell'esercito era afflitto da problemi logistici Thompson si prodigò per fare affluire rifornimenti a Cuba in maniera efficiente: riuscì a fare trasferire sul campo di battaglia oltre 18.000 tonnellate di munizioni dal suo comando di Tampa senza alcun incidente. Thompson venne promosso colonnello, il più giovane dell'esercito a quei tempi.
Fu inoltre in questa guerra che Thompson entrò in contatto per la prima volta con le armi automatiche.
Dopo essersi ritirato dall'U.S. Army con il grado di generale, nel 1914, nel 1919 inventò il mitra Thompson, che l'anno successivo fu adottato dai Marine.